# Liupanshui
Liupanshui (六盘水 ; pinyin : Liùpánshuǐ) est une ville de l'ouest de la province du Guizhou en Chine.

## Économie
En 2006, le PIB total a été de 25,4 milliards de yuans, et le PIB par habitant de 8 363 yuans.

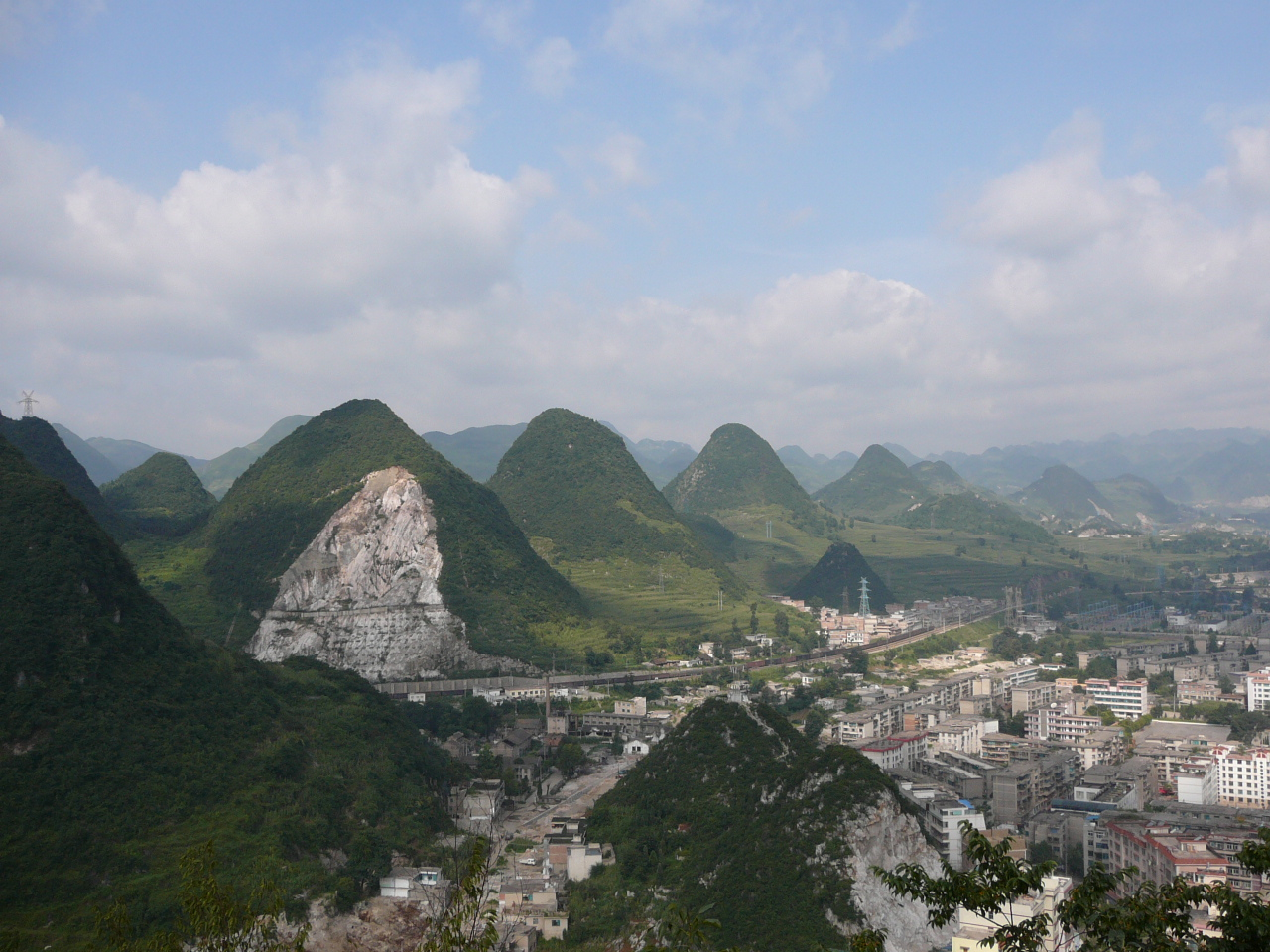
Liupanshui

## Subdivisions administratives
La ville-préfecture de Liupanshui exerce sa juridiction sur quatre subdivisions - deux districts et deux xian :
- le district de Zhongshan - 钟山区 Zhōngshān Qū ;
- le xian de Pan - 盘县 Pán Xiàn ;
- le xian de Shuicheng - 水城县 Shuǐchéng Xiàn ;
- le district spécial de Liuzhi - 六枝特区 Liùzhī Tèqū.